# Труд (завод)
ОАО Завод «Труд» (механический завод товарищества «Труд», чугунолитейный и механический завод товарищества «Труд», машиностроительный завод «Труд») — завод, основанный в Новосибирске в 1904 году. Является одним из ведущих предприятий России по выпуску гравитационного обогатительного оборудования для чёрной и цветной металлургии, горнодобывающей и строительной индустрии. Более 110 лет Завод «Труд» поставляет свои изделия на сотни горных предприятий СНГ и стран дальнего зарубежья.
В 2012 году была организована группа компаний «Завод Труд». В его состав входит — ЗАО «Инвестпарк», который является головным предприятием и фондодержателем ОАО «Машиностроительный завод „Труд“» — производитель горно-обогатительного оборудования, ЗАО «ТИГОМ» — технологический институт горно-обогатительного машиностроения, ООО «Конвектика» — производитель банных и отопительных печей.

## История

### Исторические периоды развития
1898—1904 г. Завод существовал как ремонтная мастерская, основанная переселенцем Глотовым Виктором Михайловичем.
14 ноября (по старому стилю). В 1904 году — создание Виктором Глотовым , Иваном Гордеевым , Владиславом Коваленко и Аароном Гардашниковым товарищества на паях "Товарищество механического парового завода «Труд».
24 октября 1906 г. В. М. Глотовым и А. Б. Гардашниковым получено свидетельство о регистрации парового механического завода «Труд». Он ремонтировал корпуса речных судов, производил паровые и ручные насосы, оборудование для зерновых мельниц, сельскохозяйственный инвентарь и другие изделия. Завод имел литейный, кузнечный и механический цеха, восемь станков и паровой двигатель.
В 1915 г. товарищество парового механического завода «Труд» преобразовали в акционерное общество.
В 1924 г. по решению Президиума Новониколаевского губисполкома завод «Труд» был переименован в "Чугунолитейный механический завод «Труд».
С 1928 началась первая реконструкция завода. В 1931 году завод приступил к освоению выпуска горно-обогатительного оборудования для шахт Кузбасса(конвейеры, транспортеры, лебедки). Завод подчиняется тресту Металлозаводов.
В 1933 году завод перешел в ведение треста «Запсибзолото» и был переименован в "Машиностроительный завод «Труд» обогатительного оборудования треста «Запсибзолото» НКТТ «Главзолото». В этом же году введен в эксплуатацию новый литейный цех, произошел переход на изготовление оборудования для промывки россыпных золотосодержащих руд. В1933 году началось производство обогатительного оборудования для золотодобывающей промышленности.
Было освоено производство 63 типоразмеров машин для обогащения руд цветных металлов.
1939 г. Завод передан в непосредственное подчинение «Главзолото» Министерства цветной металлургии.

### Великая Отечественная война
С 1941—1945 гг. В годы Великой Отечественной войны, в связи с созданием алмазной промышленности на Урале, заводской коллектив в кратчайшие сроки изготовил для её нужд свыше 200 отсадочных машин и других видов оборудования. В то же вовремя завод начал выпускать военную продукцию: высокоточные камеры к реактивных снарядов для гвардейских минометов «Катюши» и отливал корпуса 120 миллиметровых мин. Здесь же проводился ремонт танков . В этот же период идет изготовление горно-обогатительного оборудования, которое ранее выпускалось на Ленинградском и Ворошилоградском заводах, освоен выпуск запасных частей для тракторов.

### Послевоенное время
К 1950 году завод восстановил объёмы довоенного производства и полностью перешел на выпуск мирной продукции: изготовление оборудования и запасных частей для предприятий цветной металлургии, электростанций и сельского хозяйства, расширяется жилищно-коммунальное строительство.
С 1954 по 1957 г. завод выполнял заказы стран социалистического лагеря и отгружал свою продукцию в Китай, Вьетнам, Корею, Монголию, Польшу, Румынию, Бельгию, Чехословакию, Индию, Судан, Иран.
В 1959-м создается специальное конструкторское бюро (СКБ ГОМ), которое разработало большой перечень обогатительного оборудования. Завод постоянно расширяет номенклатуру своей продукции, выпускает отсадочные машины, концентрационные столы, радиальные сгустители, контактные чаны, классификаторы и многие другие виды изделий.
1963 год — объединение трех заводов: новосибирский Механический завод № 2, машиностроительный завод «Труд» и завод им. XVI партсъезда. Объединенные заводы получили наименование станкостроительный завод «Труд» им. XVI партсъезда.
В 1965 году станкостроительный завод «Труд» стал называться машиностроительный завод «Труд».
В 1993 г.предприятие совместно с СКБ ГОМ было приватизировано. Акции завода и СКБ ГОМ были распределены среди работников Предприятие Машиностроительный завод «Труд» переименован в акционерное общество открытого типа АООТ Завод «Труд» на основании постановления мэрии г. Новосибирска.
1996 г. АООТ Завод «Труд» переименован в открытое акционерное общество ОАО Завод «Труд». С 1996 года завод наращивает объёмы производства и свой экспортный потенциал.
С 2001 года по 2009, не останавливая производства, завод произвел передислокацию производственных мощностей завода на новую площадку. В результате приобретения части цехов бывшего оборонного предприятия производственные площади завода увеличились более чем в 10 раз. Парк станочного оборудования дополнился целым рядом уникальных станков. Все это позволяет непрерывно увеличивать объёмы производства, осваивать новые изделия, наиболее полно удовлетворяющие требованиям заказчиков
Сегодня Новосибирский завод «Труд» является одним из лидеров российского машиностроения по производству гравитационного оборудования и обогатительных машин, которые завоевали репутацию надежных и высокоэффективных горно-обогатительных аппаратов. Более чем полувековой опыт производства машин и оборудования, сотрудничество с научными и проектными организациями, внедрение современных технологий обеспечивают высокое качество и надежность продукции марки завода «Труд».
Выпускаемые сегодня высокопроизводительные скруббер — бутары, концентрационные столы, диафрагмовые отсадочные машины, радиальные и пластинчатые сгустители, оттирочные машины и спиральные классификаторы имеют технические характеристики на уровне мировых аналогов, а в некоторых случаях превышающие их. Продукцию с маркой «Завод Труд» можно встретить в 39 странах мира.
В настоящее время завод «Труд» не только занимается производством оборудования, но и имеет техническую возможность оказывать некоторые другие производственные услуги на базе собственного предприятия.
- Стальное литье. Основной способ производства запчастей для сельхозтехники, тиглей, печей, котельных и других изделий, которые невозможно произвести методом проката или ковки. На заводе «Труд» производятся отливки из углеродистой стали 20Л–70Л, низколегированной стали 20ГЛ–70ГЛ, 40ХЛ–70ХЛ [1]
- Чугунное литье. Процесс получения различных заготовок и деталей для различных сфер использования: городское благоустройство, строительство колодцев и водостоков, машиностроение, строительных конструкций и др. На базе завода производятся отливки из чугуна марок СЧ15–СЧ35, а также из высокопрочного чугуна марки СЧ40, антифрикционного и жаростойкого чугуна ЧХ1–ЧХ28[1].
- Лазерная резка металла. Технология, позволяющая производить высокоточную раскройку металла под контролем компьютера. Используется для изготовления мелких и хрупких деталей как крупными, так и мелкими партиями.[2]
- Токарная обработка. Метод придания металлическим заготовкам требуемой формы. Таким образом производятся гайки, кольца, втулки, муфты, валы и т.д. Для этого применяются различные технологии, в т.ч. точение (наиболее популярное), сверление, нарезка и другие. Для максимальной точности на заводе для осуществления наиболее точной токарной обработки используются станки с ЧПУ.[3]
- Гибка листового металла. Процесс упруго-пластической деформации обрабатываемого материала, придание листу металла необходимой формы за счет сжатия его внутренних слоев и растяжения наружных. Это удобная технология, при которой необходимо получить бесшовные изделия (например, для автомобилестроения)[4].
- Сверление металла. Процесс, с помощью которого можно делать и/или увеличивать углубления и отверстия в металлических изделиях. На базе завода можно произвести сквозное или глухое сверление металла на высокоточных станках с ЧПУ[5].
- Производство изделий из полиуретана. Благодаря своим свойствам (высокая эластичность, прочность, износостойкость) полиуретан часто используется в качестве заменителя деталей и запчастей из титана, стали, чугуна, резины и др. материалов. Оборудование завода «Труд» приспособлено для производства более 400 видов продукции из полиуретана[6].

## Руководители
- Караваев П. Н. (1922);
- Овчуков Я. Н. (1922—1928);
- Самцов К. В. (1932—1939);
- Рюмцов, Крючков;
- Гришин Г. Д. (1939—1947);
- Иванов И. В. (1948—1956);
- Фадеев Н. К.- (1956—1961);
- Буланков В. Ф. (1961—1963);
- Силаев А. С. (1963—1965);
- Гибин С. В. (1965—1966);
- Джигирис М. Н. (1966—1969, 1972—1986);
- Гладков М. С. (1969—1972);
- Давыдов В. П. (1986—1993);
- Ислямов Ю. Ю. (с 1993 г. — н.в).

## Награды
- Международная платиновая звезда за качество BUSINESS INITIATIVE DIREKTIONS в 1999 г.;
- Премия Правительства Российской Федерации «Российский национальный Олимп» и Диплом за высшие достижения в социально-экономической сфере в 2000 г.;
- Сертификаты «За успешное развитие бизнеса в Сибири» 1998, 1999, 2000 гг.;
- Большая золотая медаль Сибирской ярмарки «За высокое качество и конкурентоспособность выпускаемого горно-обогатительного оборудования, сохранение и преумножение производственных традиций, партнерскую надежность и в связи с юбилеем» 2001 г.;
- Награда международной ассоциации руководителей предприятий «За особый вклад в формирование рыночных отношений в Сибири»;
- Медаль «Fine silver 99, 99 One troy ounce» KASSINC;
- Награда и диплом участника выставки «Золото-2002», г. Москва;
- Сертификат ADM International association «Enterprise 2000»;
- Неоднократно вручался диплом «За успешное управление бизнесом в Сибири» 2003, 2005, 2007, 2011, 2012 гг.;
- Диплом за первое место в городском конкурсе на соискание звания «Предприятие высокой социальной ответственности — 2012»
- Диплом Министерства промышленности, торговли и развития предпринимательства Правительства Новосибирской области «Лучший экспортер Новосибирской области»-2012,2013 гг.